# Standard Life
Standard Life é uma empresa de seguros britânica fundada em 1825 e durante o século 19 abriu escritorios em diversas partes do mundo como o Canadá, Uruguai, Índia e etc, possui mais de 9.000 funcionarios dos quais mais de 6.000 estão na Escócia, o que torna a empresa uma das maiores empregadoras de lá. Em janeiro de 2010 a companhia vendeu sua divisão bancária par o Barclays por £ 226 milhões, o grupo possui mais de 6 milhões de clientes em todo o mundo e mais de 1 milhão de meio de acinistas em 50 países.